# Weitensfeld, Liebenfels
Weitensfeld je naselje v Občini Liebenfels v Okraju Šentvid ob Glini na Koroškem v Avstriji.